# Chrysiptera talboti
Chrysiptera talboti · Demoiselle de Talbot
Espèce
Chrysiptera talboti, communément nommé Demoiselle de Talbot, est une espèce de poisson marin de la famille des Pomacentridae. La Demoiselle de Talbot est présente dans les eaux tropicales de la zone centrale de la région Indo-Pacifique soit de la Mer d'Andaman aux îles Tonga.

## Description

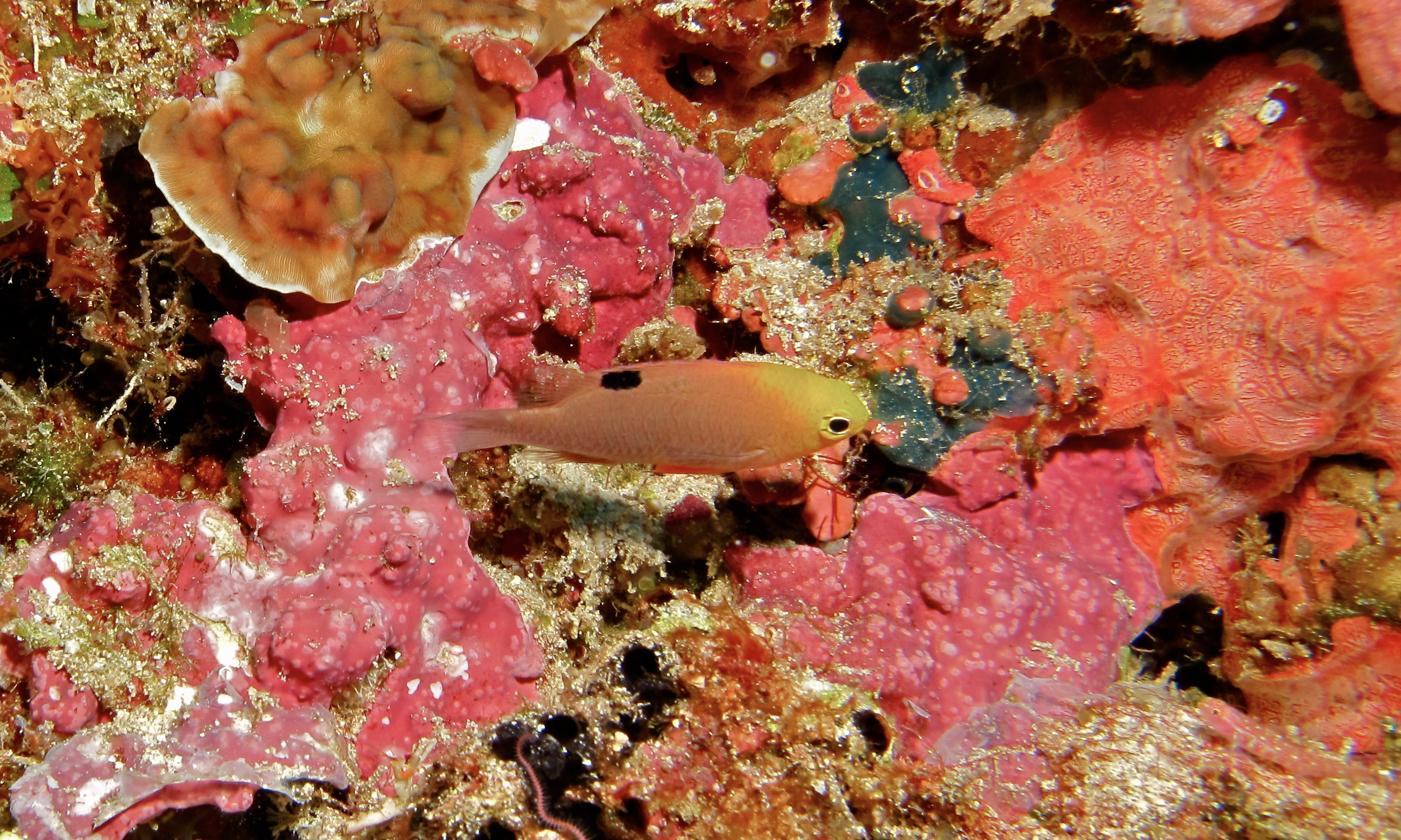
Chrysiptera talboti (Sulawesi, Indonésie)

Sa taille maximale est de 6 cm.

## Alimentation
Cette demoiselle est phyto-planctophage.

## Au Zoo
- L'Aquarium du palais de la Porte Dorée détient un petit groupe de Chrysiptera talboti présenté au public.(décembre 2014) Ils sont dans une grande cuve d'eau de mer et en compagnie de plusieurs autres espèces. Ils sont aisément observables lors d'une promenade dans l'Aquarium.

## Galerie

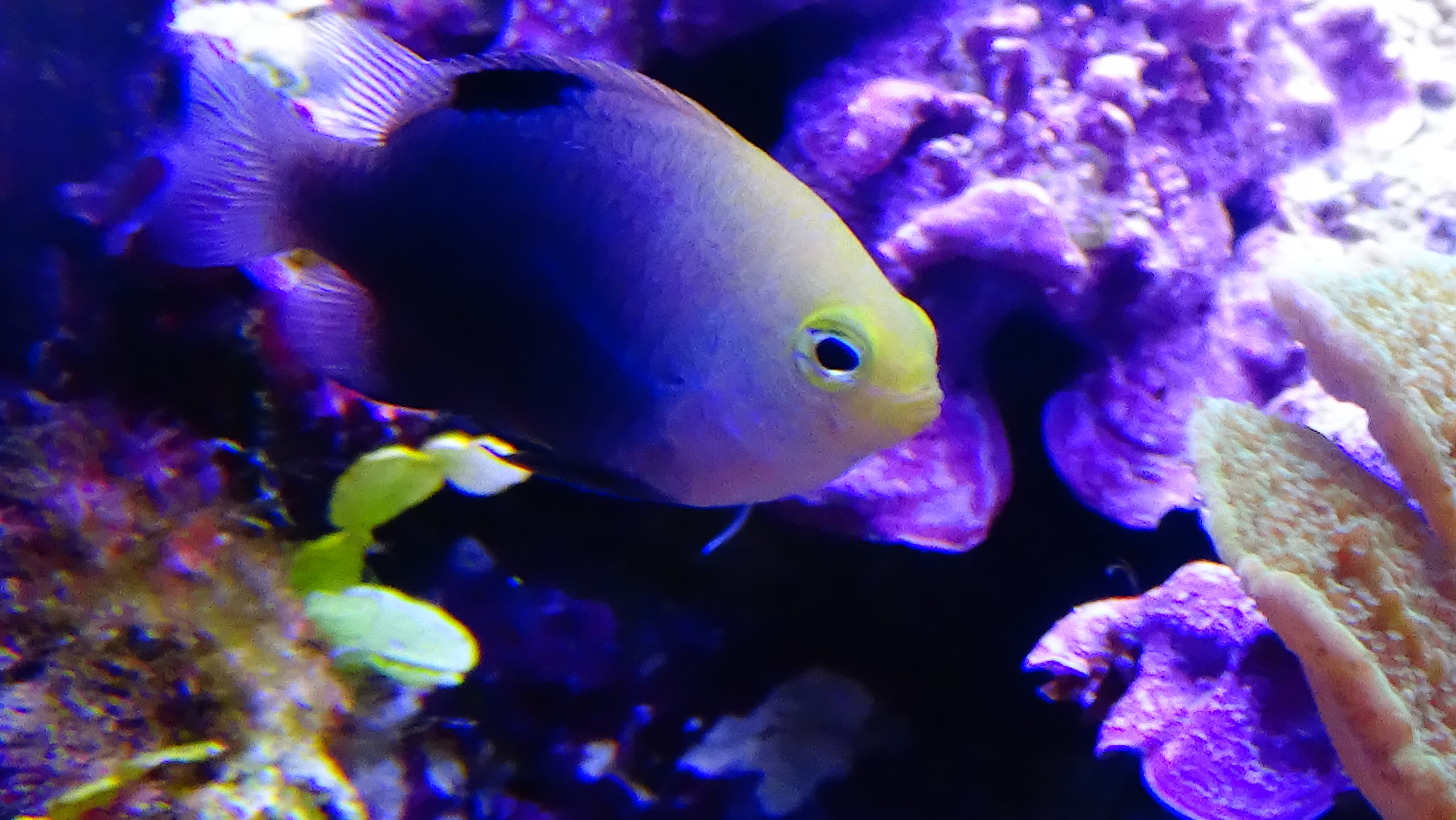
Aquarium du palais de la Porte Dorée
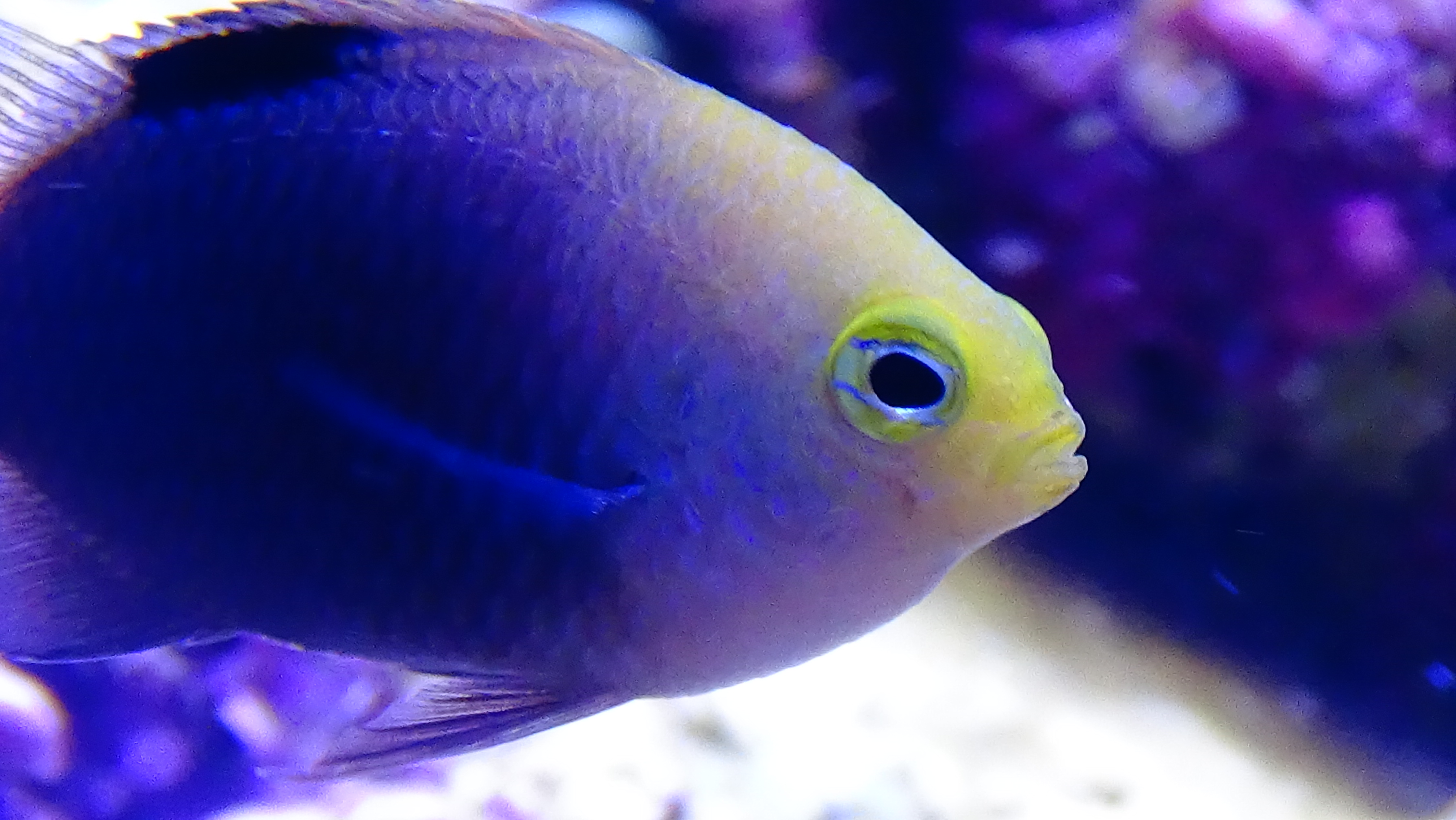
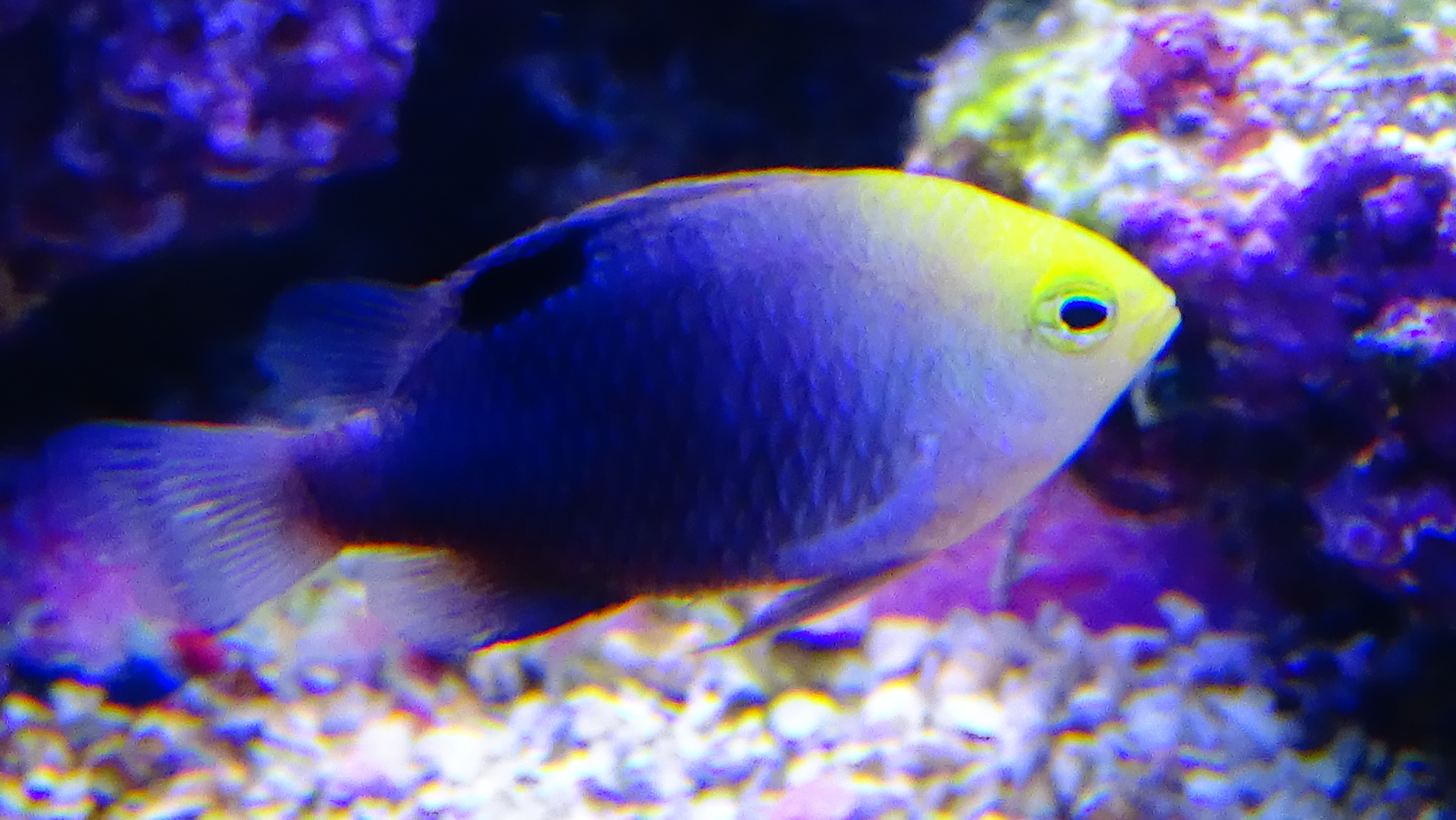
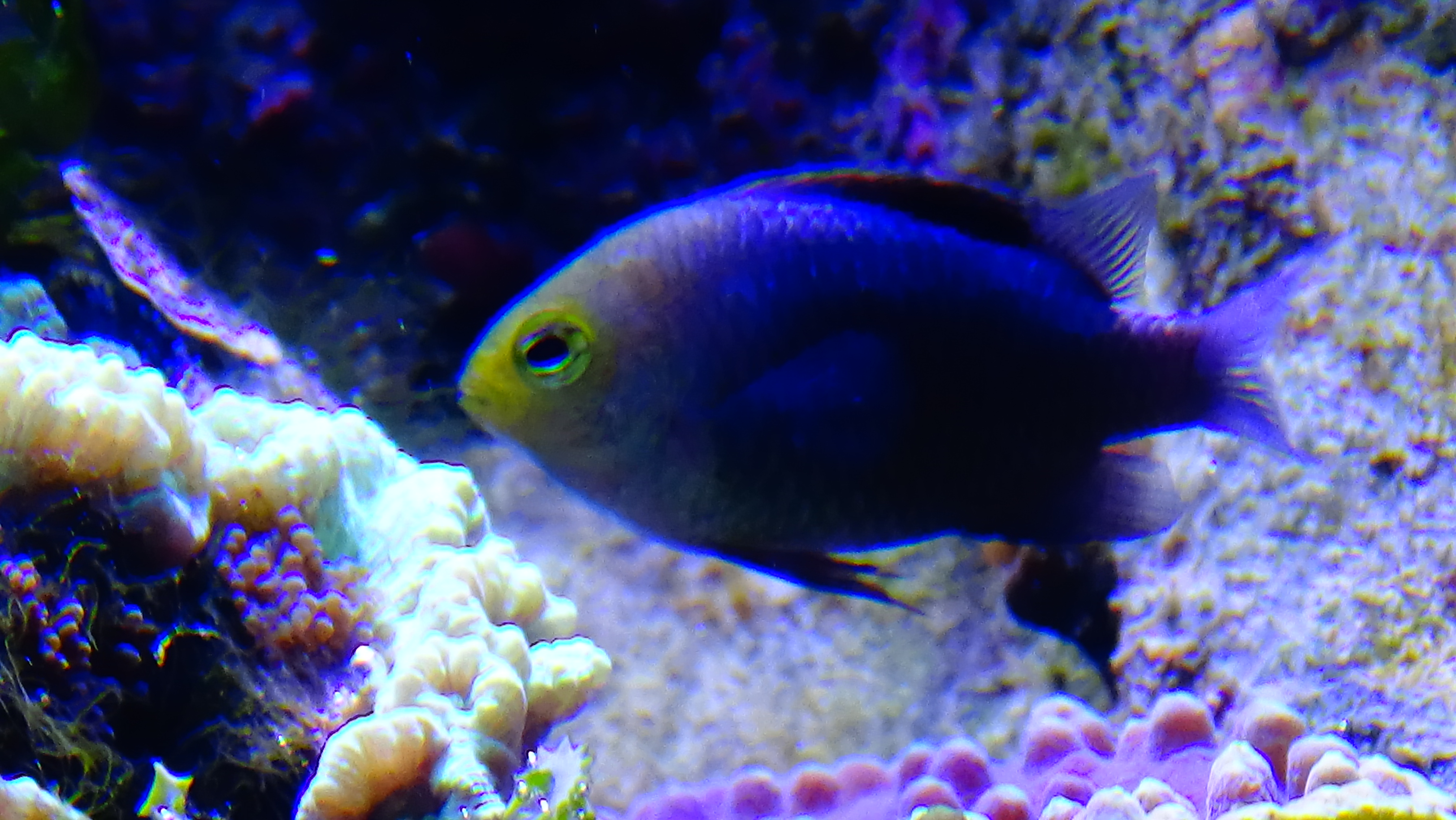